# Лашин Олександр Вікторович
Олекса́ндр Ві́кторович Ла́шин — полковник МВС України.

## З життєпису
Літом 2008 року був заступником начальника Харківського міського управління міліції.
Станом на травень 2015 року очолює Управління карного розшуку ГУМВС України в місті Києві.

## Нагороди
За особисту мужність і героїзм, виявлені у захисті державного суверенітету та територіальної цілісності України, вірність військовій присязі під час російсько-української війни нагороджений
- орденом «За заслуги» III ступеня (19.12.2014)